# Nashville-bomben
Nashville-bomben, også kendt som Christmas Day Bombing (dansk: Juledagsbomben), var en bilbombe i en autocamper som eksploderede på gaden 166 Second Avenue North, i Nashville i staten Tennessee i USA klokken 06:30 om morgenen (12:30 UTC) den 25. december 2020. Ved eksplosionen omkom en person og tre personer blev såret, samtidigt skete omfattende ødelæggelser på bygninger, bl.a. en bygning tilhørende telekommunikationsvirksomheden AT&T. Efterforskningen ledes af FBI.
Vidner har udtalt til nyhedsmedier, at de inden eksplosionen hørte skud i området, og at der fra højtalere i autocamperen blev alarmeret om evakuering inden eksplosionen, med beskeden “This area must be evacuated now. If you can hear this message, evacuate now“.
Myndighederne udtalte dagen efter bombningen, at det sandsynligvis drejede sig om en selvmordsbombe, motivet er ukendt. Den 27. december meddelte myndighederne at gerningsmanden var 63årige Anthony Warner, som også var den eneste omkomne og sandsynligvis eneste involverede ved eksplosionen, myndighederne var stadigt i gang med at efterforske motivet bag eksplosionen. På grund af skaderne på en telekommunikationsvirksomheds bygning, er der blevet spekuleret i om årsagen til eksplosionen, kunne være konspirationer omhandlede 5G netværket, som gerningsmanden Anthony Warner var overbevist om.

## Gerningsmanden
FBI identificerede den 26. december 2020 den 63årige Anthony Quinn Warner som gerningsmand bag Nashville-bomben. FBI og andre myndigheder offentliggjorde Warners identitet den 27. december.
Warner voksede op i Antioch kvarteret i Nashville og gik på Antioch High School i midten af 1970erne. Han havde arbejdet i en række af “information technology jobs”, senest som computer tekniker hos et ejendomsselskab. Han ejede mellem 1993 og 1998 et selskab, som havde licens til at producere tyverialarmer. Han modtog i 1978 en dom med to års prøvetid for besiddelse af stoffer, men havde ellers ingen kriminelle forhold registeret. I ugerne op til eksplosionen, sagde Warner hans job op, gav hans bil væk, og ved en “quitclaim deed” overføring, gav han en kvinde i Los Angeles hans hjem for 0 dollars.
Efter eksplosionen undersøgte efterforskere Warners hjem i Nashville. Google Street View billeder af adressen viser en autocamper, magen til den, der blev benyttet ved eksplosionen. Naboer fra området hvor Warner boede, har til nyhedsmedier udtalt at de genkendte autocamperen, efter politiet frigav billeder af den i nyhederne, den skulle angiveligt have stået ubenyttet i nogle år på grunden ved Warners hjem. Naboer beskrev Warner som indelukket, og at han aldrig diskuterede politik eller religion.